# Ан Филип
Ан Филип (на френски: Anne Philipe) е френска журналистка и писателка на произведения в жанра драма, биография, мемоари, пътепис и любовен роман.

## Биография и творчество
Ан Филип, с рождено име Ан Мари Никол Гислен Наво, е родена на 20 юни 1917 г. в Брюксел, Белгия. Родителите ѝ се развеждат малко след раждането ѝ. Образована е от майка си. Следва философия.
След дипломирането си напуска Белгия и се установява във Франция. През 1938 г. се омъжва за синолога Франсоа Фуркад и приема името Никол Фуркад. Имат син Ален. През декември 1946 г. заминава при съпруга си в Нанкин, Китай, където той е съветник по културата към френското посолство. През септември 1948 г. те се преместват от Китай в Индия, пътувайки с каравана с керван от търговци до Кашмир по древния Път на коприната.
След развода си тя се омъжва на 29 ноември 1951 г. за актьора Жерар Филип. Те се срещат за първи път през 1942 г. в Ница и се сприятеляват по време на престоя си в Пиренеите през 1946 г. След брака си с него приема името Ан Филип. Имат две деца – Ан-Мари (1954) и Оливие (1956). Живеят в Сержи, Париж и Раматуел, Прованс.
Тя е и първата французойка, преминала през пустинята в Синцзян, Китай, през 1948 г. През 1955 г. е издаден пътеписът ѝ „Caravanes d'Asie“ (Каравани на Азия), в който описва историята за това пътуване. След него започва да публикува пътеписи за Венецуела, Япония, Куба и др. в „Le Monde“ и „Liberation“ и да прави документални филми за Азия и Африка. Заедно с Жан Руш е от основателите на Комитета за етнографски филми. Пише критика на научни и документални филми за „Les Lettres Françaises“.
Става известна като писателка с книгата си „Докато въздъхнеш…“ от 1963 г. В нея с емоция и скромност разказва за живота си, споделен с Жерар Филип, който почива на 25 ноември 1959 г.
Следват романите ѝ „Les Rendez-vous de la colline“ (Рандевуто на хълма) от 1971 г., „Ici, là-bas, ailleurs“ (Тук, там, другаде) от 1974 г., „Un été près de la mer“ (Лято край морето) от 1977 г., „Les Résonances de l'amour“ (Резонансите на любовта) от 1982 г. и „Le Regard de Vincent“ (Погледът на Винсент) от 1987 г.
Романите ѝ са разположени на фона от светлина, вода, вятър и чувствена топлина на Прованс.
Ан Филип умира на 16 април 1990 г. в Париж.

## Произведения
- Caravanes d'Asie (1955) – пътепис
- Gérard Philipe (1960) – с Клод Рой
- Le Temps d'un soupir (1963) – мемоари за Жерар Филип
Докато въздъхнеш…, изд.: „Народна култура“, София (1965), прев. Надежда Станева
- Les Rendez-vous de la colline (1966) – роман
- Spirale (1971)
- Ici, là-bas, ailleurs (1974) – роман
- La Demeure du silence (1975) – интервюта с Ева Ручпол
- Un été près de la mer (1977) – роман
- L'Éclat de la lumière (1978) – интервюта с Мария Хелена Виейра да Силва и Арпад Сенес
- Promenade à Xian (1980)
- Les Résonances de l'amour (1982) – роман
- Je l'écoute respirer (1984) – разказ
- Le Regard de Vincent (1987) – роман
- Arpad Szenes (1991) – монография, с Ги Веле